# Мухин-Колода, Николай Иванович
Николай Иванович Мухин-Колода (укр. Микола Іванович Мухін-Колода) (24 мая 1916, Зайцево, Украина — 8 мая 1962, Филадельфия, США) — советский скульптор, профессор.

## Биография
Мухин-Колода обучался в художественных институтах в Харькове, Одессе и Киеве. Позднее преподавал скульптуру в художественной школе в городе Львов.
После Второй мировой войны Мухин создал под патронатом Советского Союза мемориалы на военных захоронениях в Германии.
В 1949 году Мухин-Колода эмигрировал в США. Умер в 1962 году в Филадельфии.

## Созданные мемориалы

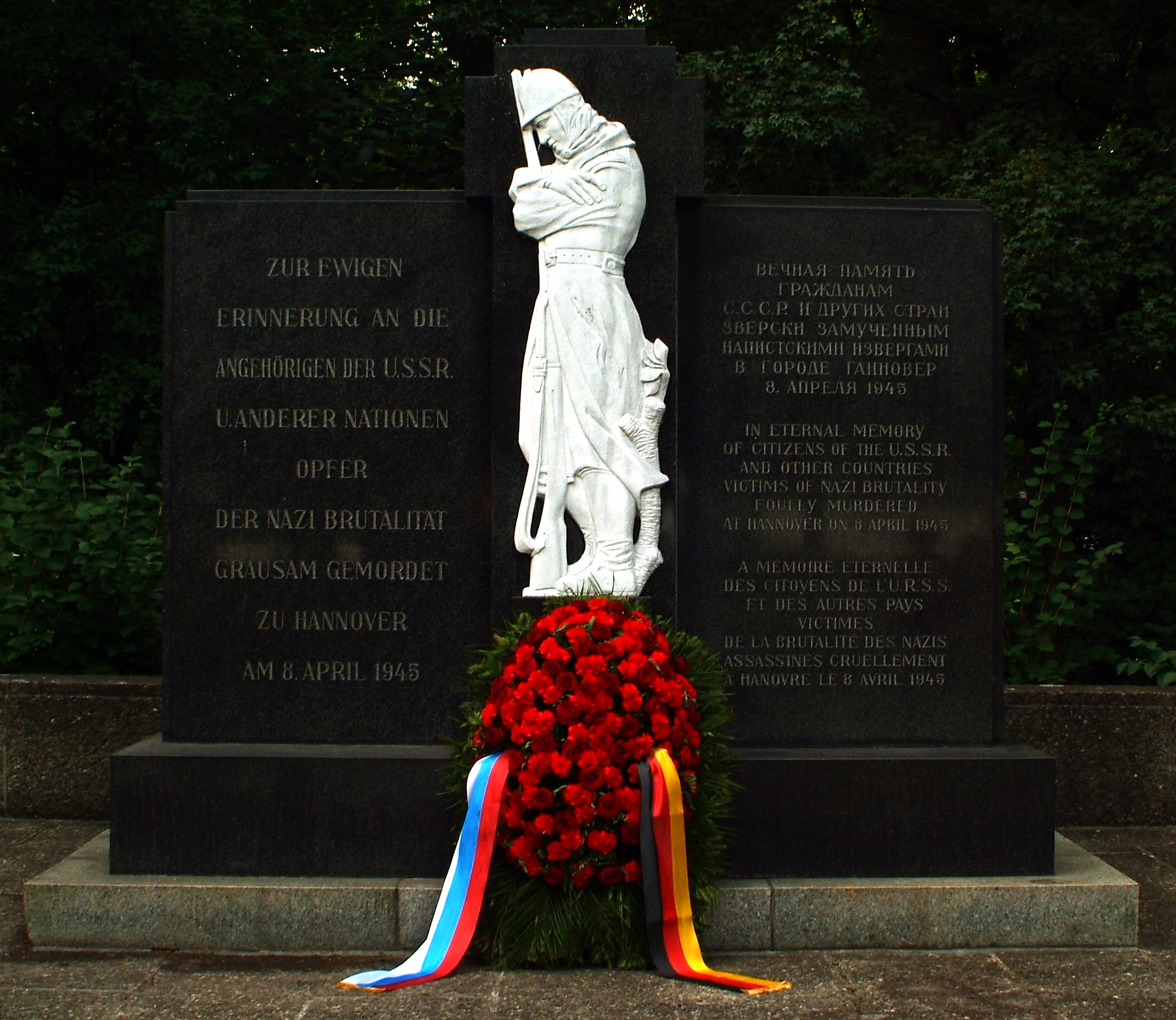
Мемориал на кладбище возле Машзе в Ганновере

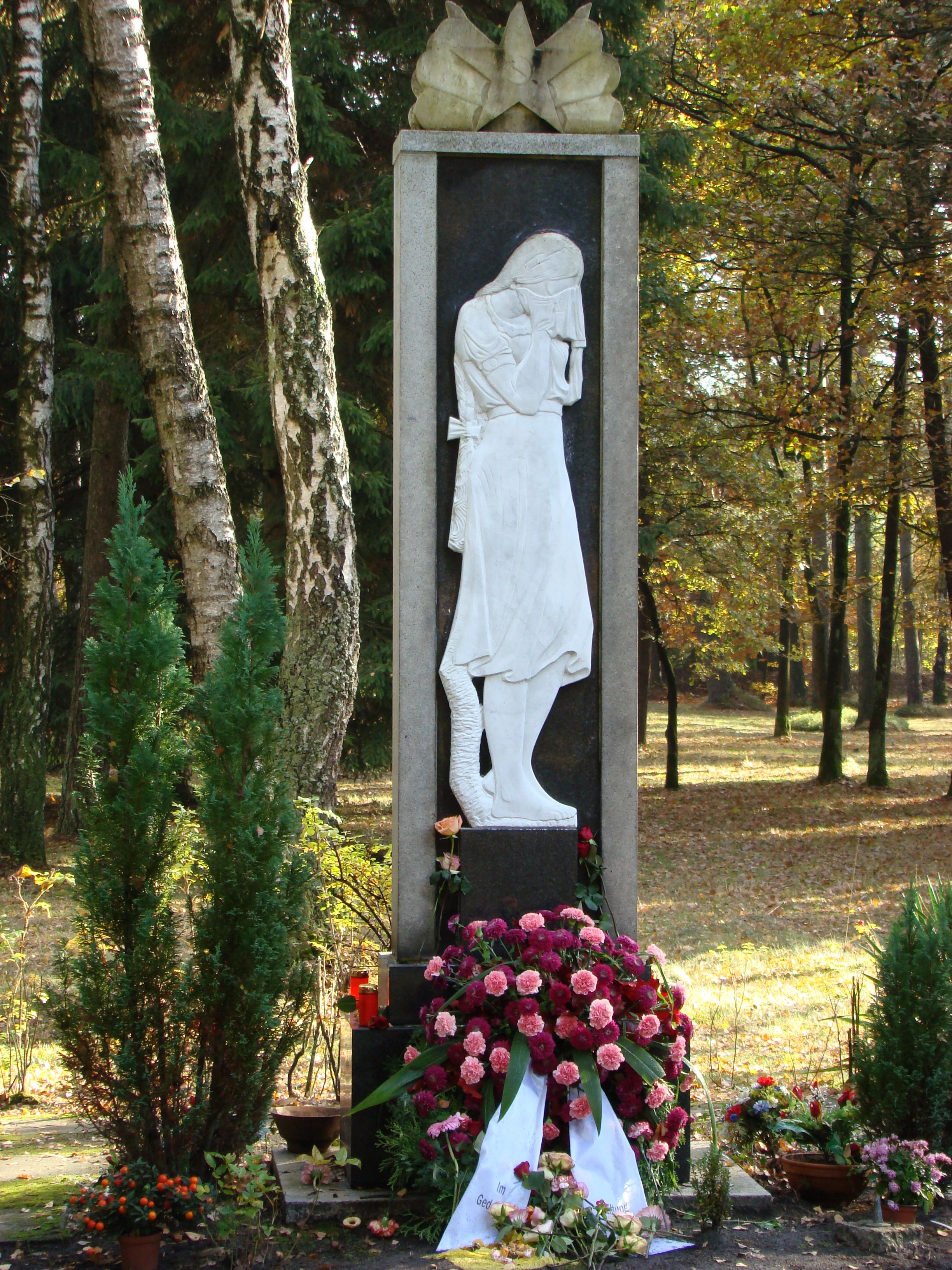
Мемориал, посвященный заключённым Берген-Бельзен

В середине 1945 года Мухин создает три мемориала для воинских захоронений советских граждан в Германии. Центральные фигуры мемориалов выполняются из мрамора, в нехарактерном для советских мемориалов стиле.
Список мемориалов:
- скульптура доходяги в Эрбке (нем. Oerbke).
- скорбящий солдат на братском кладбище у Машзее в Ганновере.
- плачущая девочка на кладбище советских пленных из концлагеря Берген-Бельзен.

Дочь скульптора поясняет: 
Солдат склоняет голову в трауре, но он полон сил и спокойной энергии. Девушка – это символ Родины, а доходяга (…) – олицетворение тех страхов и мучений, которые несет с собой война - таково её настоящее лицо
В 1960-е годы при перестройке кладбища в Эрбке скульптура доходяги была демонтирована.